# ケヴィン・パウウェルス
ケヴィン・パウウェルス（Kevin Pauwels、1984年4月12日 - ）は、ベルギー、エケレン（現アントウェルペン）出身の自転車競技（シクロクロス）選手。

## 来歴
2002年
- シクロクロス世界選手権 ジュニア部門 優勝

2004年
- シクロクロス世界選手権 U23部門 優勝

2011年
- シクロクロス世界選手権 3位
- シクロクロスワールドカップ 総合2位
- スーパープレスティージュ 総合2位
- GvAトロフェー 総合3位

2012年
- シクロクロス世界選手権 3位
- シクロクロスワールドカップ 総合優勝
- スーパープレスティージュ 総合2位
- GvAトロフェー 総合優勝